# Нюнилькикэ (приток Таза)
Нюнилькикэ (устар. Нюней-Кикя) — река в России, протекает по территории Ямало-Ненецкого автономного округа. Устье реки находится в 867 км по правому берегу реки Таз. Длина реки составляет 16 км.

## Данные водного реестра
По данным государственного водного реестра России относится к Нижнеобскому бассейновому округу, водохозяйственный участок реки — Таз. Речной бассейн реки — Таз.
Код объекта в государственном водном реестре — 15050000112115300065260.